# Kallstroemia parviflora
Kallstroemia parviflora là một loài thực vật có hoa trong họ Zygophyllaceae. Loài này được Norton miêu tả khoa học đầu tiên năm 1898.